# Rüdiger Erben

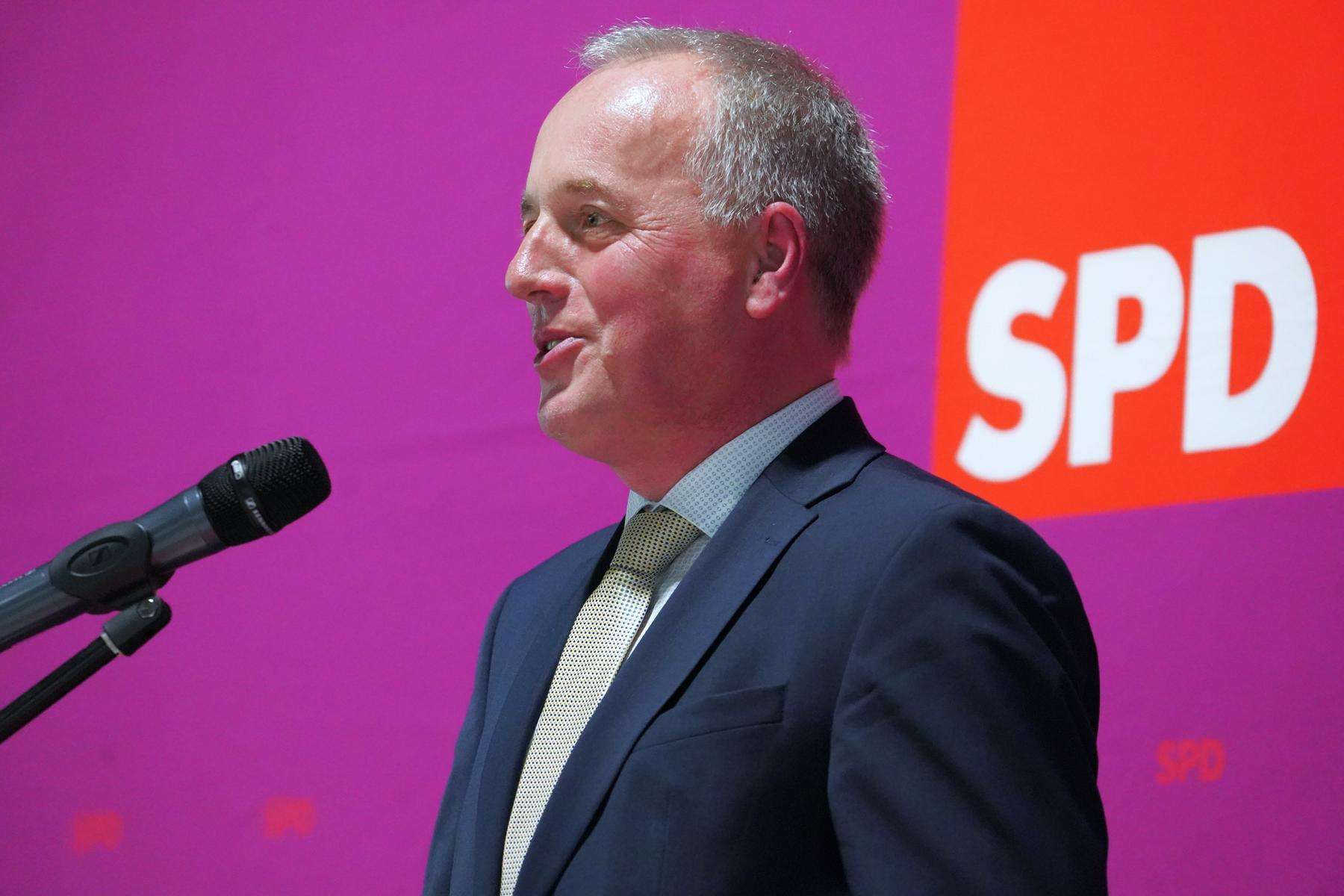
Rüdiger Erben, 2024

Rüdiger Erben (* 26. Oktober 1967 in Bad Salzungen) ist ein deutscher Politiker (SPD). Er ist seit 2011 Mitglied der SPD-Fraktion im Landtag von Sachsen-Anhalt, dem er bereits 2006 kurzzeitig angehörte. Von 2006 bis 2011 war er Staatssekretär im Innenministerium des Landes Sachsen-Anhalt. Von 2011 bis 2016 war er stellvertretender Fraktionsvorsitzender. Seit 2016 ist er parlamentarischer Geschäftsführer der SPD-Fraktion. Erben ist seit 2023 Landesvorsitzender des Volksbund Deutsche Kriegsgräberfürsorge und seit 2004 Beiratsvorsitzender der Mitteldeutschen Basketball Marketing GmbH (Mitteldeutscher Basketball Club).

## Leben und Beruf
Rüdiger Erben wuchs in der thüringischen Kleinstadt Geisa (Rhön) auf und besuchte dort die Polytechnische Oberschule. Im Jahr 1984 begann er seine Berufsausbildung mit Abitur zum Facharbeiter für Bergbautechnologie. Anschließend war er Unteroffizier bei der Nationalen Volksarmee der DDR. In den Jahren 1991 bis 1994 studierte er Verwaltungswissenschaften an der Verwaltungs- und Wirtschaftsakademie in Halle (Saale) und Darmstadt.
Er war Leiter des Ordnungsamtes im Landratsamt Weißenfels und leitete anschließend bis 2001 als Amtsleiter die Verwaltung der Verwaltungsgemeinschaft Teucherner Land.
Rüdiger Erben hat zwei erwachsene Söhne und ist in zweiter Ehe mit Bianka Erben, stellvertretender Bürgermeisterin der Stadt Teuchern, verheiratet.
Erben ist begeisterter Langstreckenläufer und nimmt seit Jahrzehnten regelmäßig am GutsMuths-Rennsteiglauf teil.

## Politik
Erben ist seit dem Jahr 1997 SPD-Mitglied. Ab Juni 2003 war er Kreisvorsitzender des SPD-Kreisverbandes Weißenfels und seit Oktober 2004 stellvertretender Landesvorsitzender der SPD Sachsen-Anhalt. Nach der Fusion der Kreisverbände Burgenlandkreis und Weißenfels im Jahr 2006 wurde er Kreisvorsitzender des neuen SPD-Kreisverbandes Burgenlandkreis. Zudem ist er seit vielen Jahren Mitglied des Landesvorstandes der SPD.
Erben war in den Jahren 1999 bis 2001 Vorsitzender der SPD-Kreistagsfraktion im Landkreis Weißenfels. Im Juli 2001 wurde er zum Landrat des Landkreises Weißenfels gewählt.
Bei der Wahl des 5. Landtages von Sachsen-Anhalt am 26. März 2006 gewann Rüdiger Erben das Direktmandat im Wahlkreis Hohenmölsen-Weißenfels mit nur 64 Stimmen Vorsprung vor seinem CDU-Kontrahenten. Mit der Ernennung zum Staatssekretär im von Holger Hövelmann (SPD) geführten Ministerium des Innern schied er zum 4. Mai 2006 aus dem Landtag aus (Kabinett Böhmer II). Für ihn rückte Jürgen Barth nach.
Am 8. Oktober 2010 erklärte Erben öffentlich, sein Amt als Staatssekretär niederzulegen, um sich künftig mehr der Kommunalpolitik zu widmen und am 7. November 2010 für das Bürgermeisteramt von Teuchern kandidieren zu wollen. Mit einem Ergebnis von 37,94 Prozent der abgegebenen Stimmen erreichte Erben die Stichwahl am 28. November 2010. Diese verlor er mit 46,7 zu 53,3 Prozent der abgegebenen Stimmen gegen den parteilosen Sekundarschullehrer Frank Puschendorf.
Bei der Wahl des 6. Landtages von Sachsen-Anhalt am 20. März 2011 erhielt Rüdiger Erben im Wahlkreis Hohenmölsen-Weißenfels 5109 der Erststimmen, etwa 1100 Stimmen weniger als Kontrahent Harry Lienau (CDU), und konnte somit kein Direktmandat erringen. Er zog jedoch über seinen Listenplatz 19 der SPD-Landesliste in den Landtag ein. Die SPD-Landtagsfraktion wählte ihn zum stellvertretenden Fraktionsvorsitzenden.
Seit der Kommunalwahl am 25. Mai 2014 ist Erben Mitglied des Kreistages des Burgenlandkreises. Bei den Kommunalwahlen 2019 und 2024 wurde er wiedergewählt. Von 2014 bis 2024 war er Vorsitzender der SPD-Kreistagsfraktion. Seit Sommer 2024 ist er Vorsitzender der gemeinsamen Kreistagsfraktion von SPD und Die Linke.
Erben war zur Bildung der rot-rot-grünen Regierung in Thüringen 2014 als Minister im Gespräch. Er lehnte das Angebot jedoch ab, um weiterhin in Sachsen-Anhalt zu wirken.
Zur Wahl des 7. Landtages von Sachsen-Anhalt am 13. März 2016 zog Erben über die SPD-Landesliste (Platz 2) in den Landtag ein. Er wurde von der Fraktion zum parlamentarischen Geschäftsführer gewählt.
Bei der Wahl zur 8. Wahlperiode des Landtages von Sachsen-Anhalt am 6. Juni 2021 wurde Erben über Platz 6 der SPD-Landesliste erneut in den Landtag gewählt und begleitet seitdem weiterhin des Amt des parlamentarischen Geschäftsführers.
2017 und 2022 war er Mitglied der Bundesversammlung zur Wahl des Bundespräsidenten.

## Positionen

### Ausstieg aus der Braunkohleverstromung
Nachdem sich die Große Koalition in Berlin Anfang Juni 2018 auf die Einsetzung einer Kommission verständigt hatte, die ein Ausstiegsdatum für die Braunkohleverstromung in Deutschland vorschlagen sollte, begann im Rheinischen, Lausitzer und Mitteldeutschen Revier das große Zittern für die dort beschäftigten Menschen. Aufgrund seiner Größe geriet das Mitteldeutsche Revier in den Beratungen der „Kohlekommission“ des Öfteren aus dem Fokus. So kritisieren der Landrat des Burgenlandkreises, Götz Ulrich, das kein einziger Vertreter aus dem Revier Mitglied der Kommission ist und Rüdiger Erben, dass die Kommission zwar die Reviere im Rheinland und der Lausitz besucht, aber nicht das Mitteldeutsche Revier.
Nachdem die Kommission am 26. Januar 2019 ihren Abschlussbericht vorstellte, erklärte Erben, dass „Wie immer bei Kompromissen macht es das Ergebnis allen Beteiligten nicht leicht. Es verhindert jedoch, dass es im Mitteldeutschen Revier zu einem Strukturbruch kommt. Es wird bei uns in den nächsten Jahren weder Kraftwerks- noch Tagebaustilllegungen geben. Wir haben jetzt bis zu zwanzig Jahren Zeit, den Strukturwandel zu gestalten. Wichtig sind mir v. a. zwei Ergebnisse: Erstens ist es der Gewerkschaft IGBCE gelungen, dass kein Kumpel ins Bergfreie fällt. Es sollen, für die vom Strukturwandel betroffenen Beschäftigten in der Kohleverstromung Sicherheit vor sozialen Härten zu schaffen werden – durch den Ausschluss betriebsbedingter Kündigungen, früherem Rentenzugang mittels staatlichem Anpassungsgeld und die Vermittlung auf neue Jobs. Zweitens werden die betroffenen Bundesländer 40 Mrd.€ erhalten, um den Strukturwandel zu gestalten. Das ist viel Geld, was aber auch richtig eingesetzt werden muss. Für mich ist wichtig, dass die Unterstützung wirklich im Revier landet und nicht breit über das Land verstreut wird. In Sachsen-Anhalt gehört das Geld in den Burgenlandkreis und dort zuerst in die Altkreise Hohenmölsen und Zeitz. Das Geld ist weder dafür da das Rosarium in Sangerhausen zu verschönern noch den Naumburger Dom aufzuhübschen. Es geht um die Infrastruktur und neue Industriearbeitsplätze im eigentlichen Braunkohlerevier.“
Trotz dieser Mahnungen gelang es den Akteuren im Burgenlandkreis nicht, die Landesregierung von Sachsen-Anhalt zu überzeugen, Projekte wie den Naumburger Dom und das Rosarium in Sangerhausen aus dem Sofort-Sofort-Programm zu streichen. Im Gegenteil es wurde noch dafür gesorgt, dass die schon seit Jahren geplante Ortsumgehung Bad Kösen mit den Mitteln für den Strukturwandel finanziert und gebaut werden soll.
Ob so der Strukturwandel im Mitteldeutschen Revier gelingt, ist äußerst fragwürdig, so Erben.

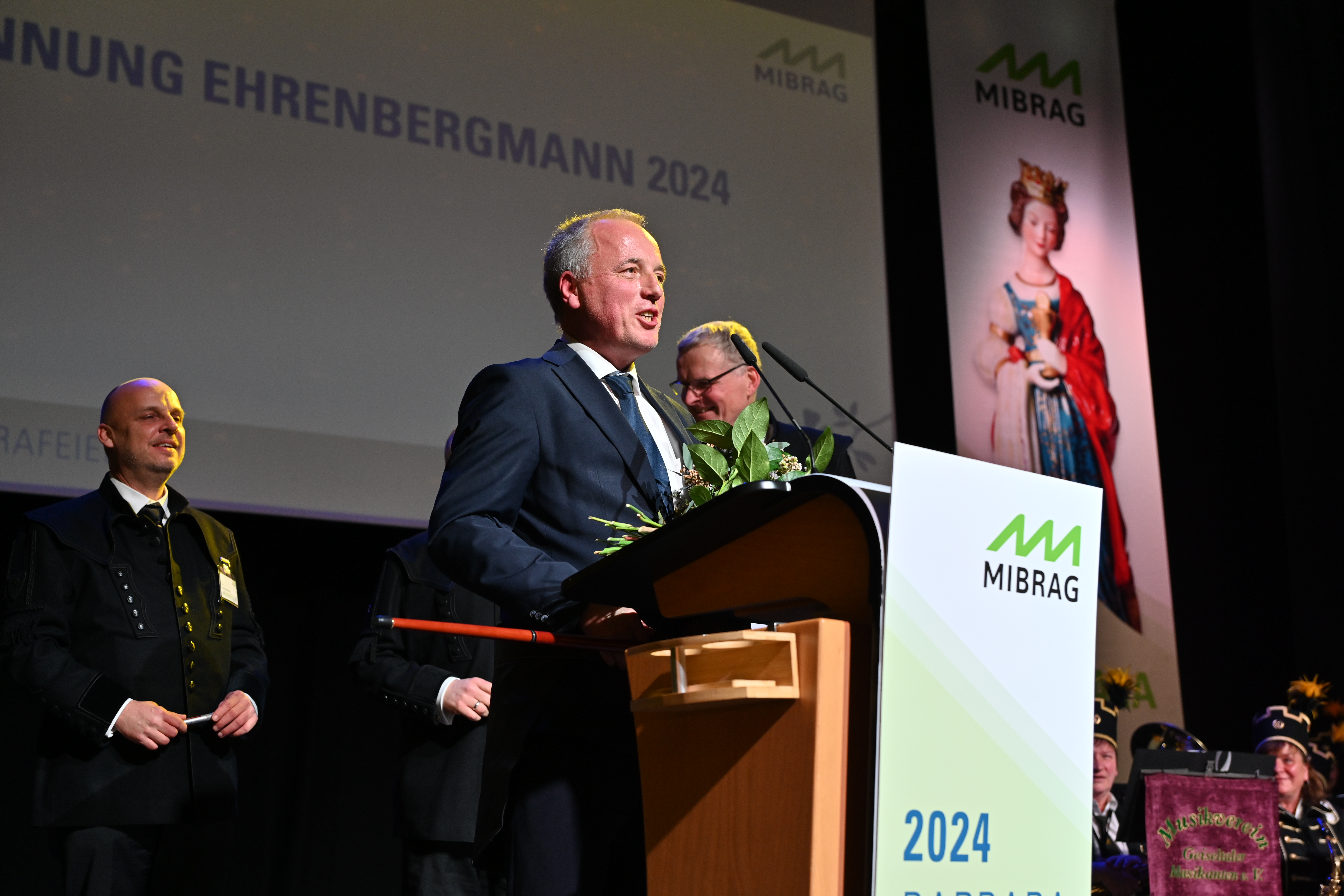
Barbarafeier 2024

Für seinen Einsatz für den Strukturwandel im Mitteldeutschen Revier wurde er zum Barbaratag 2024 zum Ehrenbergmann des Mitteldeutschen Reviers geschlagen.

### Verbot des Alkoholgenusses in der Öffentlichkeit
Erben hat sich wiederholt dafür ausgesprochen, den Genuss von alkoholischen Getränken auf öffentlichen Plätzen sowie im Nahverkehr allgemein zu verbieten und auf eine entsprechende Gesetzesänderung hingewirkt, die die Städte und Gemeinden zum Erlass solcher Verbote ermächtigt.

### Abschalten des Mobilfunks durch die Polizei
Erben hat sich dafür eingesetzt, die Polizei dazu zu ermächtigen, nach eigenem Ermessen und ohne vorherige richterliche Entscheidung die allgemeine Mobilfunkkommunikation in einem bestimmten Gebiet gänzlich abzuschalten, wenn die jeweilige Behörde dies in einem Polizeieinsatz für notwendig erachtet.

### Gemeindegebietsreform 2007–2011
Rüdiger Erben war als Staatssekretär im Innenministerium aktiv an der Umsetzung der Gemeindegebietsreform und der Kreisreform Sachsen-Anhalt 2007 beteiligt. Die zweite Gebietsreform in Sachsen-Anhalt reduzierte die Landkreise von 37 auf 11 und 3 kreisfreie Städte. In Erbens Heimatlandkreis gab es mitunter schwierige Zwangszuordnungen, da sich die Gemeinden nicht bis zum 30. Juni 2009 freiwillig für eine Zuordnung zu einer Gemeinde entschieden hatten. Ab 1. Januar 2011 trat die Gemeindegebietsreform in Sachsen-Anhalt in Kraft.

### NPD-Verbot
Erben setzt sich für ein erneutes Partei-Verbotsverfahren gegen die NPD ein. Nach Erbens Ansicht werde ein Verbot der Partei „keine rechtsextremistischen Taten verhindern können, aber es wäre gut, wenn die NPD keine staatliche Finanzierung mehr erhalten würde.“

Rüdiger Erben (2016)

### Polizei in Sachsen-Anhalt
Aufgrund der Gemeindegebietsreform 2007 in Sachsen-Anhalt mussten die Strukturen der Polizei an die neuen Gegebenheiten angepasst werden. Erben vertrat dabei die Haltung, dass ein Polizeirevier in jedem Landkreis in Sachsen-Anhalt existieren muss. Diese Auffassung führt in der derzeitigen Koalition unter Ministerpräsident Haseloff immer wieder zu Unstimmigkeiten mit Innenminister Holger Stahlknecht (CDU).
In einem Mitgliederentscheid der SPD Sachsen-Anhalt wurde über eine Kennzeichnungspflicht für Polizisten abgestimmt. Rüdiger Erben war vor dem Mitgliederentscheid der Sozialdemokraten auch gegen eine Kennzeichnungspflicht für Polizisten. Jedoch hat er seine Meinung aufgrund eines Vorfalls in Halle/Saale geändert. Die SPD wird daher in der nächsten Legislaturperiode „ohne die Einführung einer Kennzeichnungspflicht nicht zu haben sein.“

### Zusammenarbeit zwischen SPD und Linken
Erben fordert eine stärkere Zusammenarbeit zwischen der SPD und der Linken in Sachsen-Anhalt und Deutschland. Er ist der Auffassung, dass beide Parteien ähnliche Ziele verfolgten. Im Burgenlandkreis hatten Linke und SPD (deren Kreisverbandsvorsitzender Erben ist) eine gemeinsame Landratskandidatin für den 25. Mai 2014 nominiert, die in der Stichwahl am 15. Juni 2014 38,7 % der Stimmen erhielt. Die Wahl gewann Götz Ulrich (CDU) mit 61,3 % der Stimmen. Bei der Oberbürgermeisterwahl in Naumburg war Norbert Vornehm gemeinsamer Kandidat. Dieser wurde durch ein Bündnis von Linken, SPD, Grünen und FDP unterstützt und erhielt 14,8 Prozent der Stimmen.

### Abschaffung der Straßenausbaubeiträge in Sachsen-Anhalt
Auf Erben geht eine Initiative der SPD-Fraktion im Landtag von Sachsen-Anhalt vom Sommer 2018 zurück, wonach die Straßenausbaubeiträge im Kommunalabgabengesetz des Landes ersatzlos gestrichen werden sollen. Nachdem zunächst nur die Oppositionsfraktionen für eine Abschaffung eintraten, lenkte im November 2018 auch die an der Regierung beteiligte grüne Landtagsfraktion ein und fordert gleichfalls die Abschaffung der Straßenausbaubeiträge.

## Kontroversen

### Diktaturen-Vergleich
Ein Seminar der Landeszentrale für politische Bildung über einen Vergleich der NS- und SED-Diktatur führte durch Innenstaatssekretär Erben zu einer kontroversen Diskussion. Erben fürchtete, dass ein Vergleich der beiden Diktaturen zu einer Gleichsetzung führen würde und verbot daraufhin Mitarbeitern der Gedenkstättenstiftung und des Verfassungsschutzes eine Teilnahme an dem Seminar. Nach einer Welle der Kritik ruderte der Innenstaatssekretär zurück und erlaubte den Mitarbeitern die Teilnahme. Darüber hinaus nahm er schließlich selbst als Referent an dem Seminar teil.

### Streit um erneute Polizeistrukturreform
Seit Beginn der CDU/SPD-Koalition im Jahr 2011 in Sachsen-Anhalt gab es immer wieder Auseinandersetzungen zwischen dem neuen Innenminister Holger Stahlknecht (CDU) und dem innenpolitischen Sprecher der SPD-Landtagsfraktion Rüdiger Erben (früherer Innen-Staatssekretär). Stahlknecht favorisiert in seiner Amtszeit eine erneute Polizeistrukturreform, obwohl sein SPD-Vorgänger Holger Hövelmann erst 2007/2008 eine derartige Reform umgesetzt hatte. Der Konflikt zwischen Stahlknecht und Erben mündete seit Ende 2013 darin, dass die SPD sich gegen eine Reform bzw. Gesetzesänderungen positionierte und Gespräche mit Stahlknecht abbrach. Stahlknecht nutzte daher seine Möglichkeiten als Innenminister und entschied per Verordnung, dass alle 69 Polizeistationen und die meisten der Revierkommissariate geschlossen werden.